# Paragaudryinella
Paragaudryinella es un género de foraminífero bentónico de la subfamilia Pseudogaudryininae, de la familia Pseudogaudryinidae, de la superfamilia Textularioidea, del suborden Textulariina y del orden Textulariida. Su especie tipo es Paragaudryinella interjuncta. Su rango cronoestratigráfico abarca desde el Burdigaliense (Mioceno inferior) hasta el Langhiense (Mioceno medio).

## Clasificación
Paragaudryinella incluye a las siguientes especies:
- Paragaudryinella interjuncta